# Lielais Kristaps
Krajowy Festiwal Filmowy „Lielais Kristaps” – łotewski festiwal filmowy organizowany od 1977 roku w Rydze.
Początkowo festiwal odbywał się w Łotewskiej SRR, kontynuowany po odzyskaniu niepodległości. Od 2001 roku festiwal organizowany jest cyklicznie, co dwa lata.
Nagroda uznawana jest za najważniejszą nagrodę filmową przyznawaną w kraju.

## Nagrody

### Najlepszy film
| Rok       | Tytuł filmu                                                  | Reżyser                                              |
| --------- | ------------------------------------------------------------ | ---------------------------------------------------- |
| 1977      | Puika                                                        | Aivars Freimanis                                     |
| 1978      | Teatr (Teātris)                                              | Jānis Streičs                                        |
| 1979      | Nagrody nie przyznano                                        | Nagrody nie przyznano                                |
| 1980      | Novēli man lidojumam nelabvēlīgu laiku                       | Varis Brasla                                         |
| 1981      | Limuzyna w kolorze świętojańskim (Limuzīns Jāņu nakts krāsā) | Jānis Streičs                                        |
| 1982-1984 | Nagrody nie przyznano                                        | Nagrody nie przyznano                                |
| 1985      | Emīla nedarbi                                                | Varis Brasla                                         |
| 1986      | Lūcija Ločmele                                               | Lūcija Ločmele                                       |
| 1987      | Nagrody nie przyznano                                        | Nagrody nie przyznano                                |
| 1988      | Par mīlestību pašreiz nerunāsim                              | Varis Brasla                                         |
| 1989      | Dzīvīte                                                      | Aivars Freimanis                                     |
| 1990      | Ievas paradīzes dārzs                                        | Arvīds Krievs                                        |
| 1991      | Ludzkie dziecko (Cilvēka bērns)                              | Jānis Streičs                                        |
| 1992      | Nagrody nie przyznano                                        | Nagrody nie przyznano                                |
| 1993      | Būris                                                        | Ansis Epners                                         |
| 1994-1997 | Nagrody nie przyznano                                        | Nagrody nie przyznano                                |
| 1998      | Izpostītā ligzda                                             | Uldis Pūcītis Armands Zvirbulis                      |
| 1999      | Nagrody nie przyznano                                        | Nagrody nie przyznano                                |
| 2000      | Kāzas                                                        | Viestur Kairish                                      |
| 2001      | Pa ceļam aizejot                                             | Viestur Kairish                                      |
| 2003      | Pyton (Pitons)                                               | Laila Pakalniņa                                      |
| 2005      | Ūdensbumba resnajam runcim                                   | Varis Brasla                                         |
| 2007      | Vogelfrei                                                    | Jānis Kalējs Gatis Šmits Jānis Putniņš Anna Viduleja |
| 2009      | Loss                                                         | Māris Martinsons                                     |
| 2011      | Golfa straume zem ledus kalna                                | Jevgeņijs Paškēvičs                                  |

### Najlepszy film dokumentalny
| Rok       | Tytuł filmu                                    | Reżyser                  |
| --------- | ---------------------------------------------- | ------------------------ |
| 1977      | Nagrody nie przyznano                          | Nagrody nie przyznano    |
| 1978      | Sieviete, kuru gaida                           | Ivars Seleckis           |
| 1979      | Četri meklē miljonu                            | Ansis Epners             |
| 1980      | Saruna ar karalieni                            | Rolands Kalniņš          |
| 1981      | Nagrody nie przyznano                          | Nagrody nie przyznano    |
| 1982      | Strēlnieku zvaigznājs                          | Juris Podnijeks          |
| 1983-1984 | Nagrody nie przyznano                          | Nagrody nie przyznano    |
| 1985      | Veļ Sīzifs akmeni                              | Juris Podnijeks          |
| 1986      | Czy łatwo być młodym? (Vai viegli būt jaunam?) | Juris Podnijeks          |
| 1987      | Gaismēnas                                      | Arnis Akmeņlauks         |
| 1988      | Šķērsiela                                      | Ivars Seleckis           |
| 1989      | Izlūkdienesta priekšnieks                      | Romualds Pipars          |
| 1990      | Es esmu latvietis                              | Ansis Epners             |
| 1991      | Krustceļš                                      | Juris Podnijeks          |
| 1992      | Nagrody nie przyznano                          | Nagrody nie przyznano    |
| 1993      | Naivie                                         | Dainis Kļava             |
| 1994-1997 | Nagrody nie przyznano                          | Nagrody nie przyznano    |
| 1998      | Debesu sala                                    | Ivo Kalpenieks           |
| 1999      | Nagrody nie przyznano                          | Nagrody nie przyznano    |
| 2000      | Jaunie laiki Šķērsielā                         | Ivars Seleckis           |
| 2001      | Rīga. Desmit gadus pēc                         | Arta Biseniece           |
| 2003      | Bet stunda nāk                                 | Juris Poškus             |
| 2005      | Tārps                                          | Andis Mizišs             |
| 2007      | Mans vīrs Andrejs Saharovs                     | Ināra Kolmane            |
| 2009      | Bekons, sviests un mana Mamma                  | Ilze Burkovska-Jakobsena |
| 2011      | Dokumentālists                                 | Ivars Zviedris           |